# Super Bowl Sunday (This Is Us)
"Super Bowl Sunday" é o décimo quarto episódio da segunda temporada da série de televisão de drama This Is Us, e o trigésimo segundo em geral. O episódio foi escrito pelo showrunner da série, Dan Fogelman, e dirigido por Glenn Ficarra e John Requa. Foi exibido em 4 de fevereiro de 2018, na emissora NBC, nos Estados Unidos. No episódio, no domingo de Super Bowl do ano de 1998, a casa dos Pearson pega fogo. A família Pearson consegue escapar, mas, no fim, Jack morre. No presente, as crianças e Rebecca assistem ao jogo de Super Bowl lembrando de Jack.
O episódio foi originalmente exibido imediatamente após a transmissão do Super Bowl LII. "Super Bowl Sunday" foi assistido por 26.97 milhões de telespectadores, de acordo com a Nielsen Media Research, fazendo com que fosse o episódio mais visto de This Is Us até o momento. Se tornou a transmissão de entretenimento de roteiro mais avaliada na televisão desde o episódio pós-Super Bowl de House, em 2008.

## Enredo
Em 1998, tarde da noite após o Super Bowl, os ruídos acordam Jack, que descobre que a casa está em chamas. Ele acorda Rebecca e chama Randall e Kate; Kevin está na casa de Sophie. Jack recupera as crianças dos seus quartos, usando seu colchão como escudo térmico. Kate, Randall e Rebecca descem ao chão através de uma corda de lençol. O cachorro de Kate, Louie, late; Ao ver o desespero de Kate, Jack volta a entrar e aparece com Louie e algumas lembranças familiares. Saindo com Kate e Kevin na casa de Miguel, Rebecca leva Jack para o hospital por inalação de fumaça. Enquanto Rebecca está longe da sala do hospital para lidar com a logística, Jack sofre um ataque cardíaco repentino e fatal. O médico informa Rebecca, que entra no choque até ver o corpo de Jack. Ela diz a Miguel, Kate e Randall, então gritam sozinhos no carro; Kate encontra e conta a Kevin.
Em 2018, no aniversário de 20 anos da morte de Jack, Kate assiste como uma forma de luto à fita de Jack, que ele salvou do fogo; o vídeo-cassete danifica a fita, mas Toby faz com que a fita seja consertada e carregada em uma nuvem; Kate diz a Toby que a fortalece e Jack o amaria. Kevin, que geralmente absorve sua dor no aniversário, visita a árvore onde as cinzas de Jack estavam espalhadas; ele reconhece não cumprir o legado de Jack, mas espera deixá-lo orgulhoso. Rebecca faz e come a lasanha favorita de Jack e liga para Kevin; ela acredita que sua reunião é um presente de Jack. Randall comemora Jack com uma festa do Super Bowl para suas filhas e seus amigos. O novo lagarto da família morre de repente; O elogio de Randall é excessivamente intenso e emocional. Tess diz a Randall que abandonou deliberadamente o telefone para impedir que as operadoras sociais liguem, temendo o interesse de Randall em William, Deja e seu novo emprego significa que ele quer "uma nova vida". Randall diz a Tess que seu nascimento mudou sua vida; ele sempre se dedicará a ela, e planeja jantar com ela todas as semanas, mesmo quando ela é uma adulta que trabalha. Tess acha que a participação da família em promover é "legal". Deja liga da porta da frente da casa; Randall e Beth a levaram para dentro e a confortam, o que Tess observa com alegria.
Jordan, o menino mostrado anteriormente no escritório de uma assistente social de Essex County, é apresentado a um casal. Randall, agora mais velho, chega para jantar com a assistente social, que é Tess, adulta.

## Produção
O episódio foi escrito pelo criador da série, Dan Fogelman. A decisão de exibir um episódio de This Is Us após o Super Bowl foi anunciado em 14 de maio de 2017. Dan Fogelman imaginou a morte de Jack como uma consequência de incêndio desde o roteiro do episódio piloto da série. Ele queria que o momento ocorresse no final da segunda temporada e pediu pelo horário quando soube que a emissora NBC exibiria o Super Bowl.
A sequência da cena do incêndio foi filmada em dezembro de 2017, em Newhall Ranch, e demorou 90 minutos para ser filmada. O episódio foi editado momentos antes de ser exibido para integrar imagens do Super Bowl LII, incluindo o show de pré-jogo e o próprio jogo com o Philadelphia Eagles contra o New England Patriots.

## Recepção

### Audiência
"Super Bowl Sunday" foi originalmente exibido no domingo, 4 de fevereiro de 2018, nos Estados Unidos, na emissora NBC. O episódio foi assistido nos Estados Unidos por um total de 26.97 milhões de pessoas. É a transmissão de entretenimento mais assistida desde 2012 e o episódio de drama da televisão mais assistido desde o episódio do Super Bowl de House, em 2008, que atraiu 29 milhões de telespectadores.

### Recepção da crítica
Após a exibição, o episódio conseguiu revisões mistas. Kimberly Roots da TVLine considerou a prestação "um bom episódio".
Brian Lowry da CNN chamou o episódio "emocional", explicando que tinha "momentos individuais fortes para cada um dos personagens-chave" e que "conseguiu jogar com as expectativas". Caroline Siede do The A.V. Club elogiou a performance de Mandy Moore como Rebecca, dizendo que ela se tornou a "MVP da temporada 2". Ela achava que a sequência da casa em chamas era uma "ação convincente e bem organizada". Ela apreciou que a série não "ultrapassou o topo" com a morte de Jack, de modo que não se tornou "pornografia emocional". Para ela, as cenas atuais serviram como introdução para novos espectadores, estabelecendo o mundo do programa e o flashforward foi uma surpresa.
Kelly Lawler, do USA Today, escreveu: "Embora This Is Us seja conhecida por suas grandes reviravoltas e falsas saídas, no seu núcleo, a série (como a maioria) é sobre seus personagens." Super Bowl Sunday "conseguiu se concentrar em Kevin (Justin Hartley), Kate, Randall (Sterling K. Brown) e Rebecca (Mandy Moore) no presente e no passado. Ao não tirar a morte de Jack ainda mais, o episódio conseguiu ser mais sobre as diferentes maneiras pelas quais os membros da família de Jack experimentaram sua dor e não sobre enganar o público. Era o caminho certo para que o mistério muitas vezes fica frustrante acaba."
Por outro lado, Laura Prudom da IGN descreveu o episódio como "um grito, com certeza, porque este show é usado para torcer os nossos dutos lacrimosos com precisão cirúrgica, mas não se pode negar que todo o exercício também se sentiu sem manipulação, o que é uma armadilha em que This Is Us cai frequentemente - especialmente quando está tentando esconder as coisas da plateia para nos mostrar o quão inteligente é. Para os espectadores que sintonizaram pela primeira vez após o grande jogo [...], provavelmente fez O público regular This Is Us parece ser completamente masoquista." O escritor da Time, Daniel D'Addario, fez uma revisão negativa desaprovando o fato de que a morte de Jack, embora "representada de forma emocionada", foi usada para fins de entretenimento. "O tipo de prohrama This Is Us está em seus momentos mais fortes—um em que os membros da família têm conversas francas e honestas sobre suas esperanças e medos—não é um que desenha uma morte ritual no domingo do Super Bowl, depois de implantar os membros do elenco para se gabar sobre como isso vai te fazer chorar."